# Ana Maria Becerra
Ana Maria Becerra (* 14. Oktober 1998) ist eine kolumbianische Tennisspielerin.

## Karriere
Becerra begann mit acht Jahren das Tennisspielen und spielt vorrangig Turniere auf der ITF Women’s World Tennis Tour, wo sie bislang aber noch keinen Titel gewinnen konnte.